# 常民
常民（じょうみん）とは、民俗伝承を保持している人々を指す民俗学用語で、最初に使用したのは柳田國男である。「庶民」の意味に近いが定義は一定しない。柳田自身も明確な定義を示さないままであった。

## 概要
現在一般的には使われないが、元来は「山人」に対する「里人」を意味する言葉であった。日本の民俗学の創始者の一人、柳田は、初期の研究においては村などに定住せず山々を巡り歩いた山人を研究していたが、彼ら山人に対して一般の町村に住む人々を指す意味で「常民」を使用した。
しかし、柳田の研究の対象が里人に移るに至って、この言葉の用法は変わっていった。

## 研究所
1921年（大正10年）に、実業家で民俗学者でもあった渋沢敬三が創設、宮本常一が参加したアチック・ミューゼアムは、1942年（昭和17年）日本常民文化研究所に名称変更、その後、1982年（昭和57年）に神奈川大学に移管され、神奈川大学日本常民文化研究所としてその研究が引き継がれている。